# Feuerkäfer

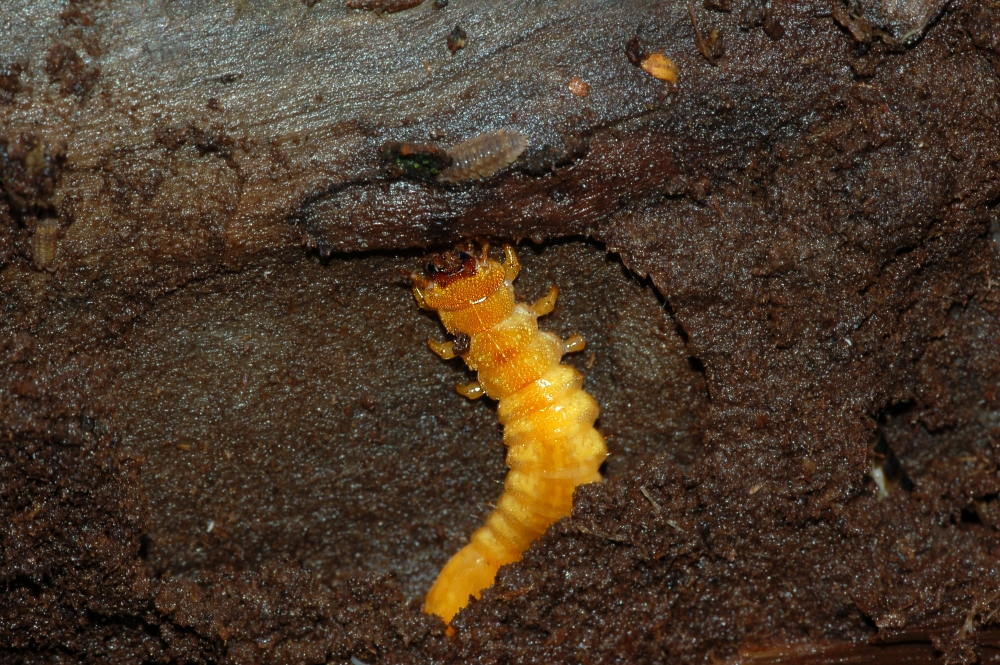
Larve des Scharlachroten Feuerkäfers (Pyrochroa coccinea)

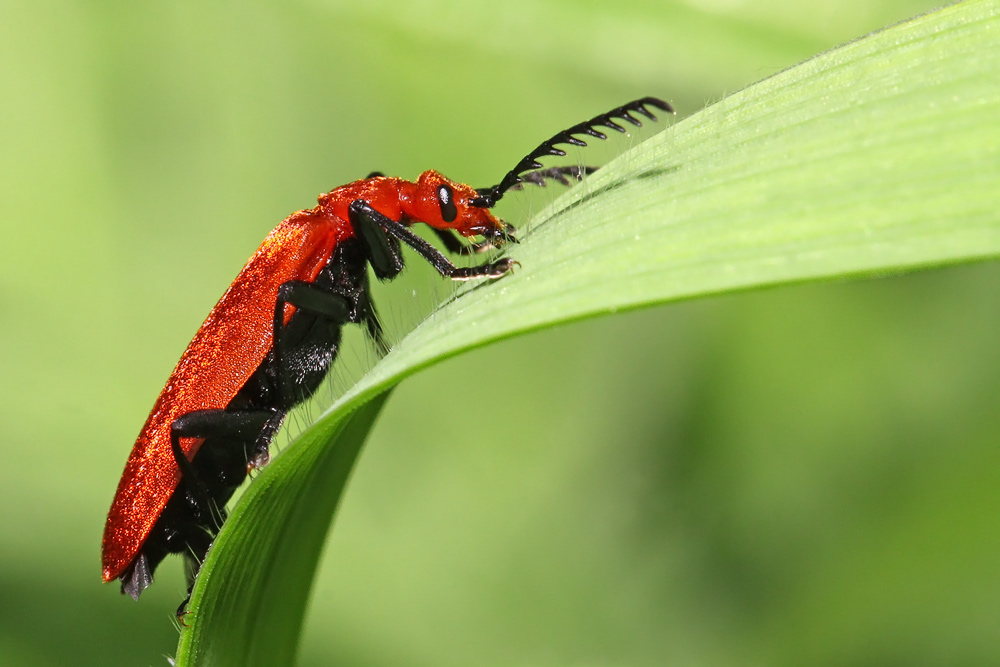
Rotköpfiger Feuerkäfer

Die Feuerkäfer oder Kardinäle (Pyrochroidae) sind eine Familie der Käfer, zu der weltweit etwa 140 Arten gehören. In Europa kommen acht Arten vor, drei von ihnen sind auch in Mitteleuropa vertreten. Ihren Namen verdankt diese Käferfamilie der auffälligen Rotfärbung vieler ihrer Arten. Im Volksmund wird die Bezeichnung Feuerkäfer oft fälschlicherweise für die Feuerwanze gebraucht.

## Merkmale
Die Feuerkäfer werden 3 bis 20 Millimeter lang und haben einen flachen und langgestreckten, aber trotzdem breiten Körper. Er ist meist auffällig rot bis ziegelrot gefärbt, die Körperoberseite ist dabei fein behaart. Der Kopf der Tiere ist groß und flach und an der Basis eingeschnürt, die Schläfen sind deutlich erkennbar. Der Halsschild ist etwas schmaler als die Deckflügel und hat eine abgerundete Form. Auf ihm kann man Eindrücke und eine feine Mittelfurche erkennen. Die Deckflügel sind hinten verbreitert und weisen bei manchen Arten Längsrillen auf. Die Fühler sind kurz bis etwa körperlang, haben elf Glieder und sind bei den Männchen ab dem dritten Glied gekämmt, bei den Weibchen komplett gesägt. Die Beine haben vorne und in der Mitte fünf, hinten vier Tarsenglieder. Das vorletzte Tarsenglied ist herzförmig.

## Vorkommen
Die Tiere leben in Laubwäldern und am Waldrand. Man findet sie vor allem auf Blüten und Totholz. In Mitteleuropa fliegen sie von Mai bis Juni.

## Lebensweise
Die Imagines ernähren sich bevorzugt von süßen Säften, beispielsweise von Honigtau von Blattläusen oder Baumsäften, sie fressen aber selten. Die Larven, die eine stark abgeflachte Körperform haben, leben unter Rinde entweder in selbst angelegten oder fremden Gängen. Viele Arten leben räuberisch von anderen Insekten bzw. deren Larven, die meisten ernähren sich aber, anders als in vielen Quellen behauptet, von Pilzen. Ihre Entwicklung dauert zwei bis drei Jahre, die Verpuppung erfolgt in einer Puppenwiege zwischen dem Holz und der Rinde. Da Feuerkäferlarven unter anderem Borkenkäferlarven vertilgen, gelten sie als Nützlinge.
Manche Arten können durch Cantharidin angelockt werden, einige fliegen nachts ans Licht oder lassen sich durch vergorene Früchte locken.

## Systematik
Zur Familie der Feuerkäfer gehören 21 Gattungen.
- Agnathus Germar, 1818
- Anisotria
- Cononotus Leconte, 1851
- Dendroides Latreille, 1810
- Exocalopus Broun, 1893
- Frontodendroidopsis Young, 2004
- Hemidendroides Ferrari, 1869
- Lithomacratria Wickham, 1914
- Malagaethes Pollock, 1995
- Neopyrochroa Blair, 1914
- Palaeopyrochroa Abdullah, 1965
- Pedilus Fischer von Waldheim, 1820
- Pogonoceromorphus Pic, 1921
- Pseudodendroides Blair, 1914
- Pseudodentroides
- Pseudopyrochroa Pic, 1906
- Pyrochroa Müller, 1764
- Ranomafana Pollock, 1995
- Schizotus Newman, 1838
- Techmessodes Broun, 1893
- Tydessa Peacock, 1982

### Arten (Mitteleuropa)
- Scharlachroter Feuerkäfer (Pyrochroa coccinea)
- Rotköpfiger Feuerkäfer (Pyrochroa serraticornis)
- Orangefarbener Feuerkäfer (Schizotus pectinicornis)